# Max Bodenstein
Max Ernst August Bodenstein (Magdeburgo, 15 luglio 1871 – Berlino, 3 settembre 1942) è stato un chimico e fisico tedesco noto per il suo lavoro sulla cinetica chimica e termodinamica. Fu il primo a postulare un meccanismo di reazione a catena e che le esplosioni sono reazioni a catena ramificata, in seguito applicate alla bomba atomica.
Venne candidato al Premio Nobel per la chimica per otto anni consecutivi, dal 1929 al 1937, e nominato quindici volte, senza però mai vincerlo.

## Biografia
Bodenstein nacque a Magdeburgo il 15 luglio 1871. Fu il figlio maggiore del commerciante e birraio magdeburghense Franz Bodenstein e della sua prima moglie Elise Meissner.

## Istruzione
Nel 1888, Max Bodenstein si iscrisse all'Università di Heidelberg all'età di 17 anni per studiare chimica con Carl Remigius Fresenius. Il 25 ottobre 1893, ricevette la sua tesi di dottorato Sulla degradazione dell'acido iodidrico a temperatura elevata (in tedesco Über die Zersetzung des Jodwasserstoffes in der Hitze), con Viktor Meyer come supervisore all'Università di Heidelberg.
Dopo la laurea, Bodenstein ricevette due anni di formazione aggiuntiva a Berlino-Charlottenburg e Gottinga. Bodenstein studiò chimica organica e catalisi in sistemi fluidi e scoprì reazioni catalitiche controllate dalla diffusione e reazioni fotochimiche con Karl Liebermann alla Technische Hochschule di Charlottenburg (ora Università tecnica di Berlino), e chimica fisica con Walther Nernst all'Università di Gottinga.

## Carriera
Dopo Berlino, nel 1896 Bodenstein tornò all'Università di Heidelberg, dove studiò la decomposizione degli acidi alogenidrici e la loro formazione. Nel 1899, si laureò con una tesi sulle reazioni dei gas nella cinetica chimica (in tedesco Gasreaktionen in der chemischen Kinetik). Un anno dopo divenne docente presso l'istituto fisico-chimico di Wilhelm Ostwald all'Università di Lipsia, veneno nominato professore titolare presso lo stesso istituto nel 1904.
Nel 1906, divenne professore associato presso l'Università di Berlino e capo dipartimento presso l'istituto fisico-chimico di Walther Nernst, tuttavia due anni dopo decise di trasferirsi all'Università di Hannover, dove fu nominato professore ordinario di elettrochimica e direttore dell'istituto elettrochimico. Divenne anche professore di chimica fisica nel 1911.
Nel 1923, tornò a Berlino dove accettò di essere professore ordinario di chimica fisica e direttore dell'istituto fisico-chimico dopo il pensionamento di Walther Nernst. Mantenne queste posizioni fino al suo pensionamento nel 1936.

## Contributi alla chimica
Max Bodenstein è considerato uno dei fondatori della cinetica chimica.
Iniziò con un dettagliato lavoro sperimentale sulla formazione di acido iodico. La sua tecnica consisteva nel mescolare idrogeno e iodio in un tubo sigillato, che mise in un termostato e mantenne a una temperatura elevata costante. La reazione alla fine raggiunse un equilibrio, in cui la velocità di formazione di acido iodrico era uguale alla velocità di decomposizione della reazione originale (H2 + I2 ≡ 2HI). La miscela di equilibrio di idrogeno, iodio e acido iodrico fu congelata mediante raffreddamento rapido e la quantità di acido iodrico presente poteva essere analizzata. Utilizzando diverse quantità di reagenti iniziali, Bodenstein poté variare le quantità presenti all'equilibrio e verificare la legge dell'equilibrio chimico proposta nel 1863 da Cato Maximilian Guldberg e Peter Waage. Il suo lavoro, pubblicato nel 1899, fu una delle prime indagini sull'equilibrio su un intervallo di temperatura esteso.
Bodenstein studiò anche la fotochimica, dimostrando per primo che, nella reazione dell'idrogeno con il cloro, le elevate prestazioni potevano essere spiegate mediante una reazione a catena. La futura inventrice del cromatografo a gas, Erika Cremer, lavorò con Bodenstein in questo periodo e scrisse la sua tesi sulla reazione a catena idrogeno-cloro nel 1927. Esplorò in dettaglio il meccanismo di reazione tra idrogeno e cloro. Con questa ricerca, contribuì alla comprensione delle reazioni chimiche a catena indotte dalla luce e contribuì quindi alla fotochimica. Nei suoi studi cinetici, utilizzò l'approssimazione dello stato quasi stazionario per derivare l'equazione di velocità della reazione. Quando una reazione complessiva è suddivisa in passaggi elementari, l'approssimazione dello stato quasi stazionario di Bodenstein trascura le variazioni nelle concentrazioni degli intermedi di reazione assumendo che questi rimarranno quasi costanti. Questi intermedi reattivi possono essere radicali, ioni carbenio, molecole allo stato eccitato, ecc.
Victor Henri scrisse nel 1902: "M. Bodenstein a cui devo molti preziosi consigli", in particolare sulla descrizione cinetica dell'enzima invertasi. Pertanto, Bodenstein contribuì inoltre alle prime ricerche sulla cinetica enzimatica. Secondo Henri e un successivo articolo dello stesso Bodenstein, nel 1901 o 1902, suggerì la legge di velocità cinetica enzimatica v = V S / (mS + nP). Henri la corresse in v = V S / (1 + mS + nP) (entrambi scritti in notazione moderna; S, concentrazione del substrato, P, concentrazione del prodotto).
Il numero di Bodenstein (Bo), ossia un numero adimensionale che viene spesso utilizzato per descrivere la miscelazione assiale nei cosiddetti modelli di dispersione assiale per reattori tubolari, prende il nome da lui. Esso rappresenta il rapporto tra il trasporto convettivo e il trasporto per dispersione assiale.

## Premi e riconoscimenti

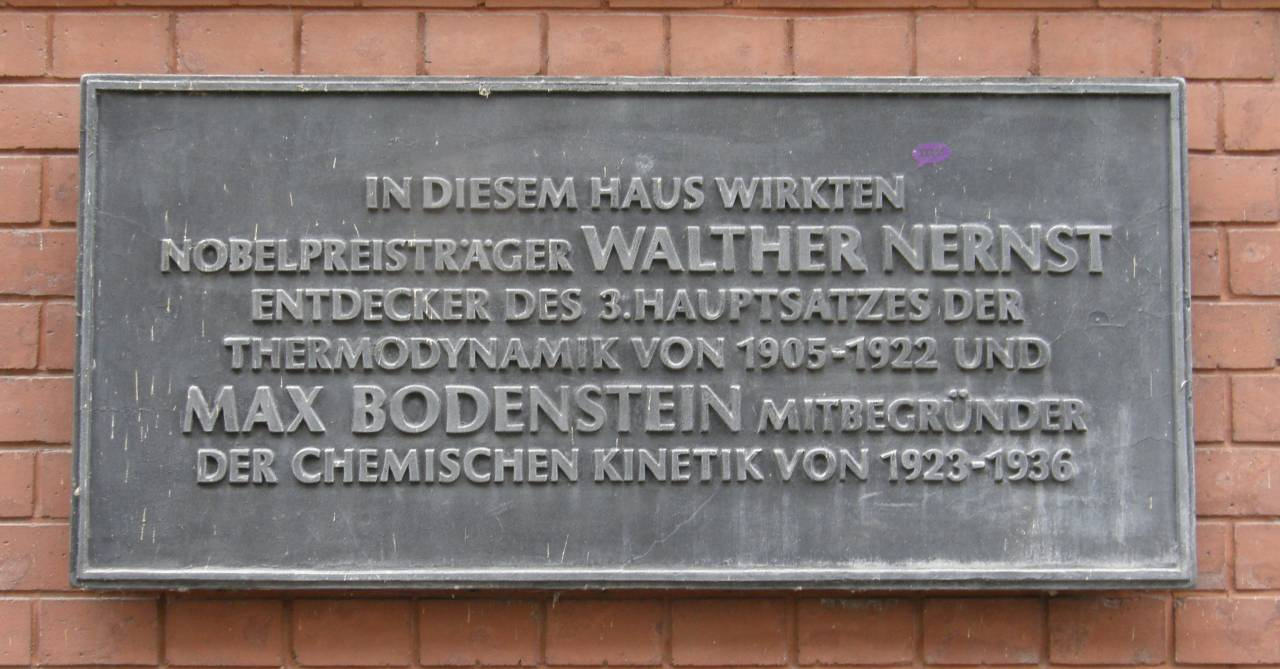
Targa commemorativa presso l'Università di Berlino

Nel 1924, Max Bodenstein divenne membro dell'Accademia delle scienze di Gottinga, mentre un anno dopo divenne membro dell'Accademia prussiana delle scienze e nel 1933 membro dell'Accademia tedesca delle scienze Leopoldina.
Il 21 novembre 1936, gli fu conferita la medaglia votiva "August Wilhelm von Hofmann" dalla Società chimica tedesca (in tedesco Deutsche chemische Gesellschaft). Nel 1942, divenne anche membro dell'Accademia bavarese delle scienze. Inoltre ricevette due lauree honoris causa in scienze e ingegneria dall'Università di Princeton.
Il 13 settembre 1983, una targa commemorativa di Max Bodenstein e Walther Nernst fu svelata presso l'Istituto fisico-chimico dell'Università di Berlino.